# Orthen
Orthen is een buurt in 's-Hertogenbosch, in de Nederlandse provincie Noord-Brabant. Eerder was het een buurtschap met een eigen bestuur. De buurt is ouder dan de stad zelf. In de begroting van de gemeente wordt Orthen ook apart vernoemd, als Afdeling Orthen.
Orthen is de oudste woonplaats van het rechtsgebied (libertas) van de historische stad 's-Hertogenbosch. Aangenomen wordt dat de stad 's-Hertogenbosch in 1196 werd gesticht, Orthen is nog ouder en was een aparte heerlijkheid. Er wordt in 815 al melding gemaakt van villa Orthen, vanuit het Latijn vertaald: Landgoed Orthen. De Hertog van Brabant had in de 12e eeuw ten zuiden hiervan zijn jachtterrein, wat aangeduid werd met des Hertogen bosch. De stad is vanuit Orthen gesticht door het allodium stadsrechten te geven. Tot 1413 behoorde de hele stad 's-Hertogenbosch tot de parochie Orthen, met als hoofdkerk de St. Salvator.
In de 19e eeuw hoorde Orthen bij de gemeente 's-Hertogenbosch, maar was op enkele punten toch een zelfstandige gemeenschap. De inwoners beschikten o.a. over een gemeenschappelijk vermogen (enkele landerijen en gebouwen). Het toenmalige bestuur van de buurtschap werd door zogenaamde Schaarmeesters uitgeoefend. Een conflict met het Bossche stadsbestuur over de aanleg van een kerkhof was de aanleiding tot nog meer conflicten met de stad. Om de ruzies op te lossen stelde koning Willem III bij Koninklijk Besluit van 1 juni 1866 een regeling vast die nog steeds geldig is.
De regeling behelst een aantal zaken:
- Het gemeentebestuur van 's-Hertogenbosch beheert de eigendommen van Orthen maar dat een Commissie uit de Ingezetenen van de Afdeling Orthen, bestaande uit drie personen, het gemeentebestuur hierover adviseert.

- De Commissie zal zich bezighouden met de volgende taken:
  - Beheer van het vermogen van de Orthense ingezetenen (inwoners van Orthen);
  - Beheer Forttoren en de aangrenzende Schijvenloods
  - Onderhouden van contacten met de gemeente
  - Toekennen van subsidies aan verenigingen en financieel ondersteunen van Orthense festiviteiten
  - Stimuleren en coördineren van het gemeenschapsleven in Orthen.

De eigendommen bestaan nog steeds in de vorm van grond en geld. De opbrengst komt ten goede aan de gemeenschap van Orthen in de vorm van subsidies.
De naam Orthen is wel verklaard als Oort, wat "grens" betekent. Die grens was dan die van de Markgraafschap Antwerpen en de voorlopers daarvan, niet die van het hertogdom. Pas in 1120 kwam Orthen in het bezit van de graven van Leuven, de voorlopers van de hertogen van Brabant. Het was toen nog een geïsoleerde enclave.
Weer een andere mogelijke herkomst van de naam Orthen is Ordune ofwel "zandrug". Vanuit Oss naar Drunen ligt haaks op de Centrale Slenk een zandrug van dekzand. Orthen ligt op deze zandrug.
De wijk Orthen is vooral bekend om de gelijknamige begraafplaats, de enige van de stad. De begraafplaats droeg de naam Groenendaal, naar de eerste Bosschenaar die in 1858 hier is begraven. Zijn grafzerk is bewaard gebleven. Vanaf 2008 is de naam "begraafplaats Groenendaal" gewijzigd in "begraafplaats Orthen". Op de begraafplaats staat de Bisschopskapel, in 1882 gebouwd door Lambert Hezenmans, de laatste rustplaats van diverse bisschoppen van 's-Hertogenbosch. Ook is er in de wijk nog Fort Orthen aanwezig. De oude winterdijk van de Beersche Maas, die in de richting van de Heinis gaat, ligt er ook nog.

## Fotogalerij

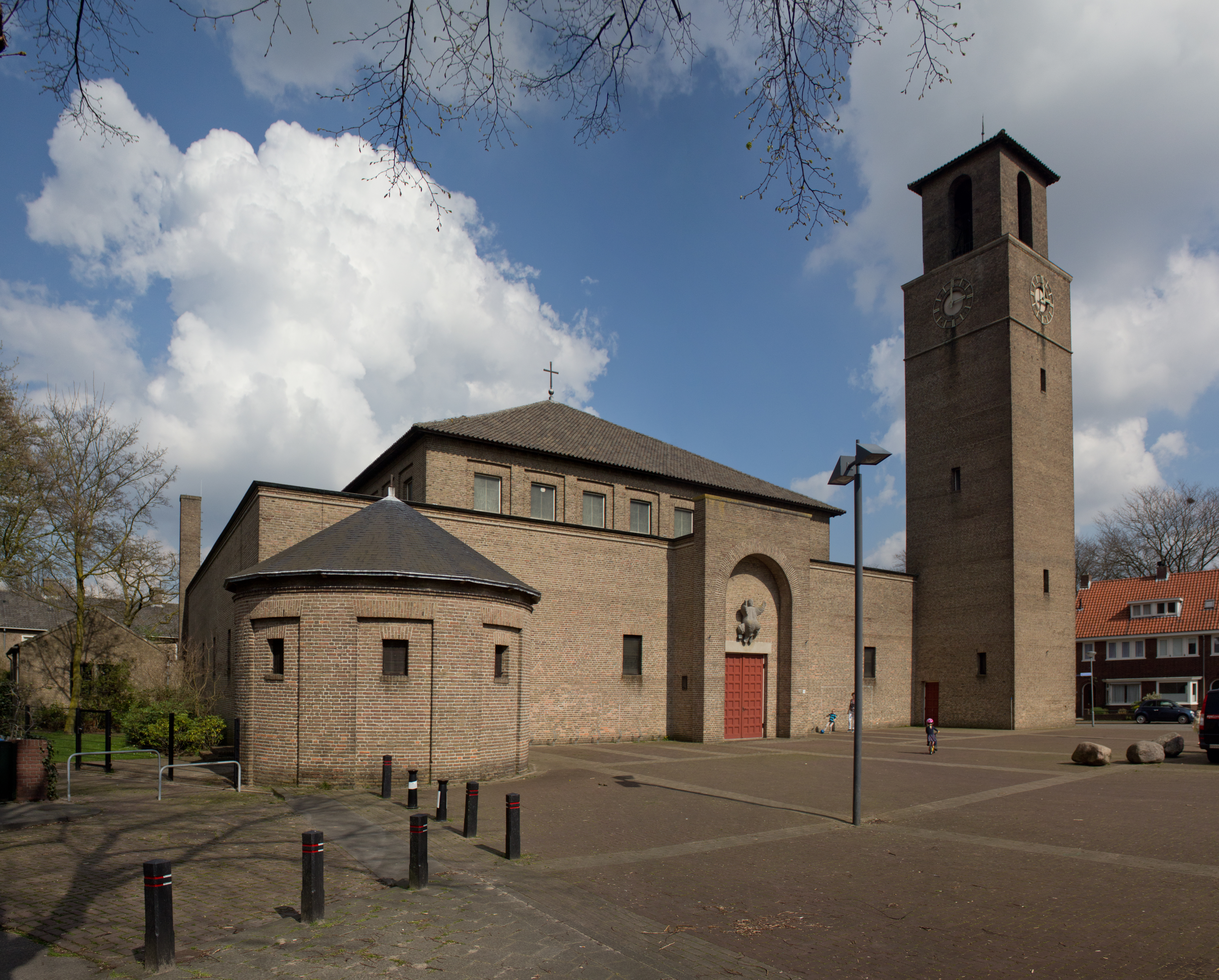
De San Salvatorkerk
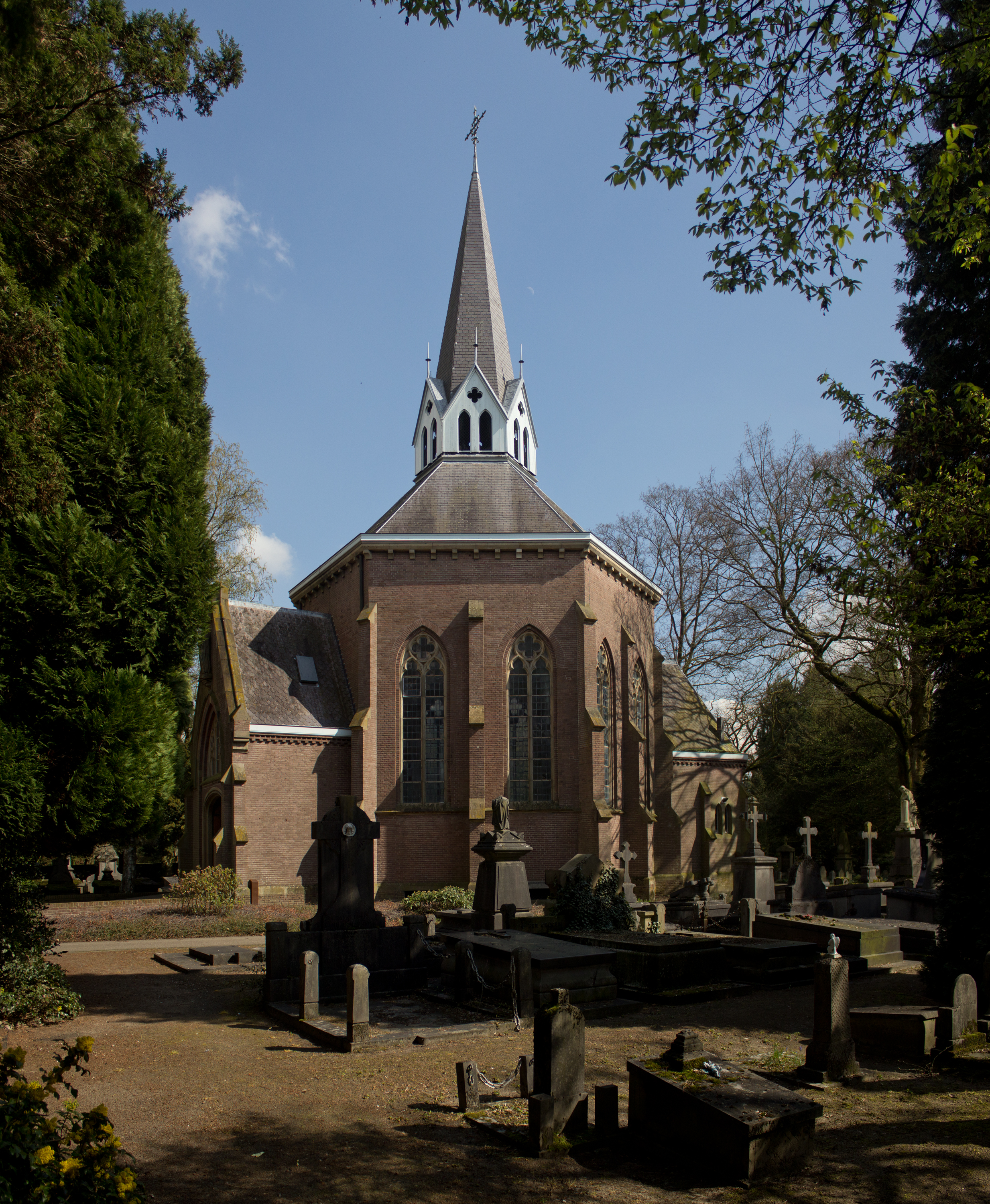
De Bisschopskapel op de begraafplaats van Orthen
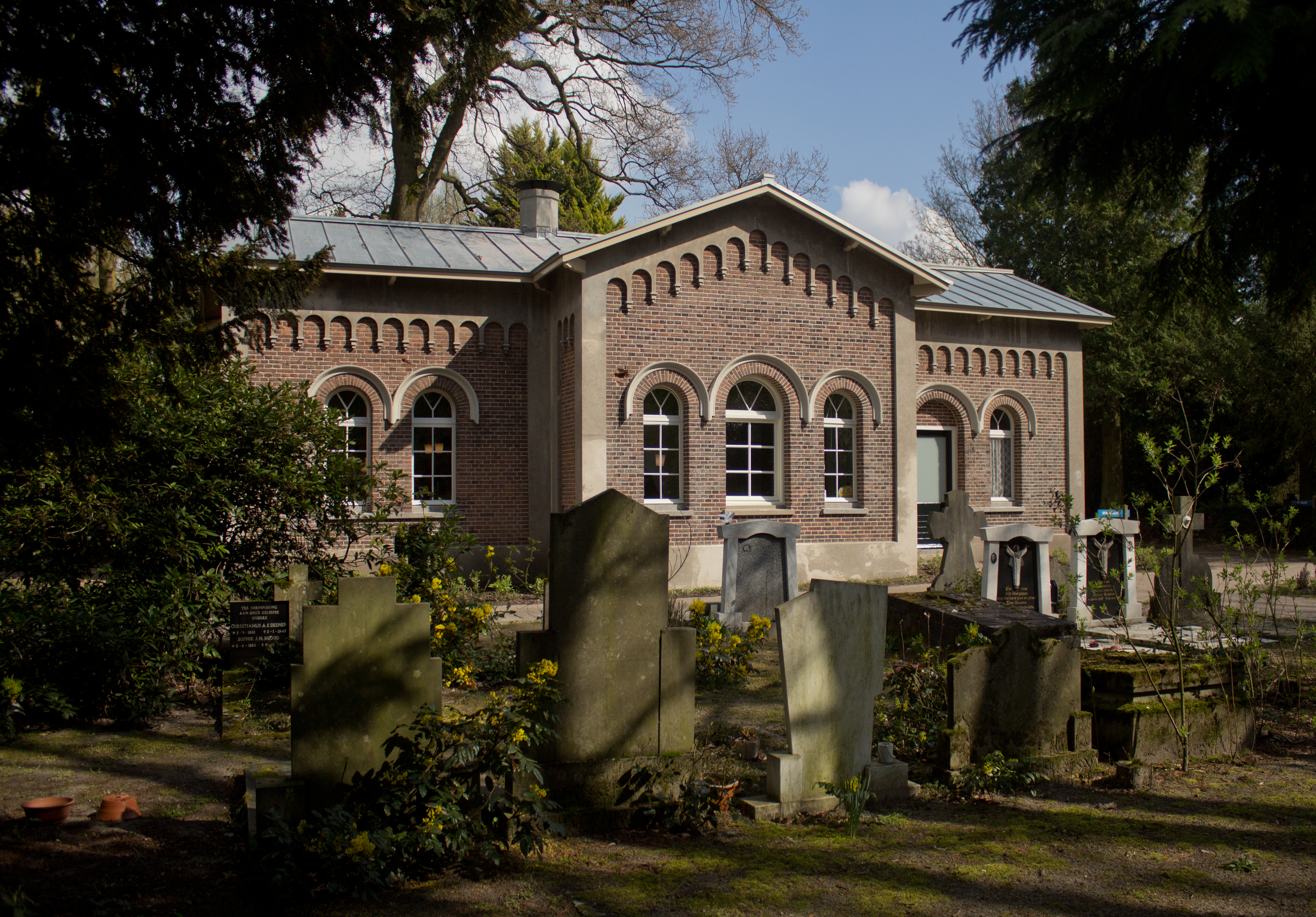
voormalig lijkenhuis van begraafplaats Orthen
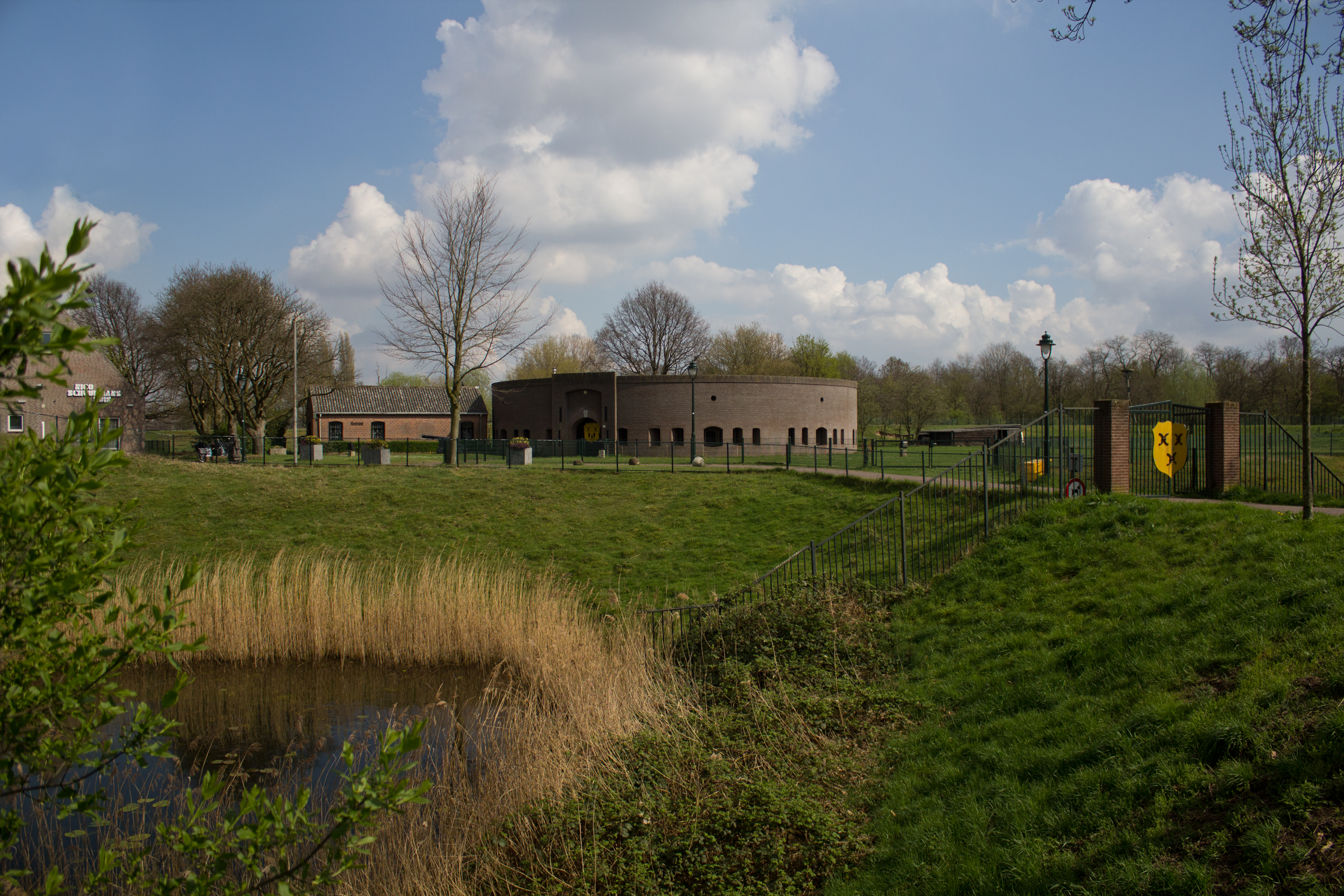
Fort Orthen